# Stortjärnen (Ragunda socken, Jämtland)
Stortjärnen är en sjö i Ragunda kommun i Jämtland och ingår i Indalsälvens huvudavrinningsområde.